# Foziling (métro de Nanning)
Foziling (chinois : 佛子岭站 / pinyin : Fózilǐng zhàn / zhuang : Camh Fuzswjlingj) est une station de la ligne 1 du métro de Nanning. Elle est située de part et d'autre de la rue Gaopoling, dans le district de Qingxiu de la ville de Nanning, en Chine.
Ouverte en 2016, elle comprend quatre entrées, dont une fermée, et une seule plateforme.

## Situation sur le réseau

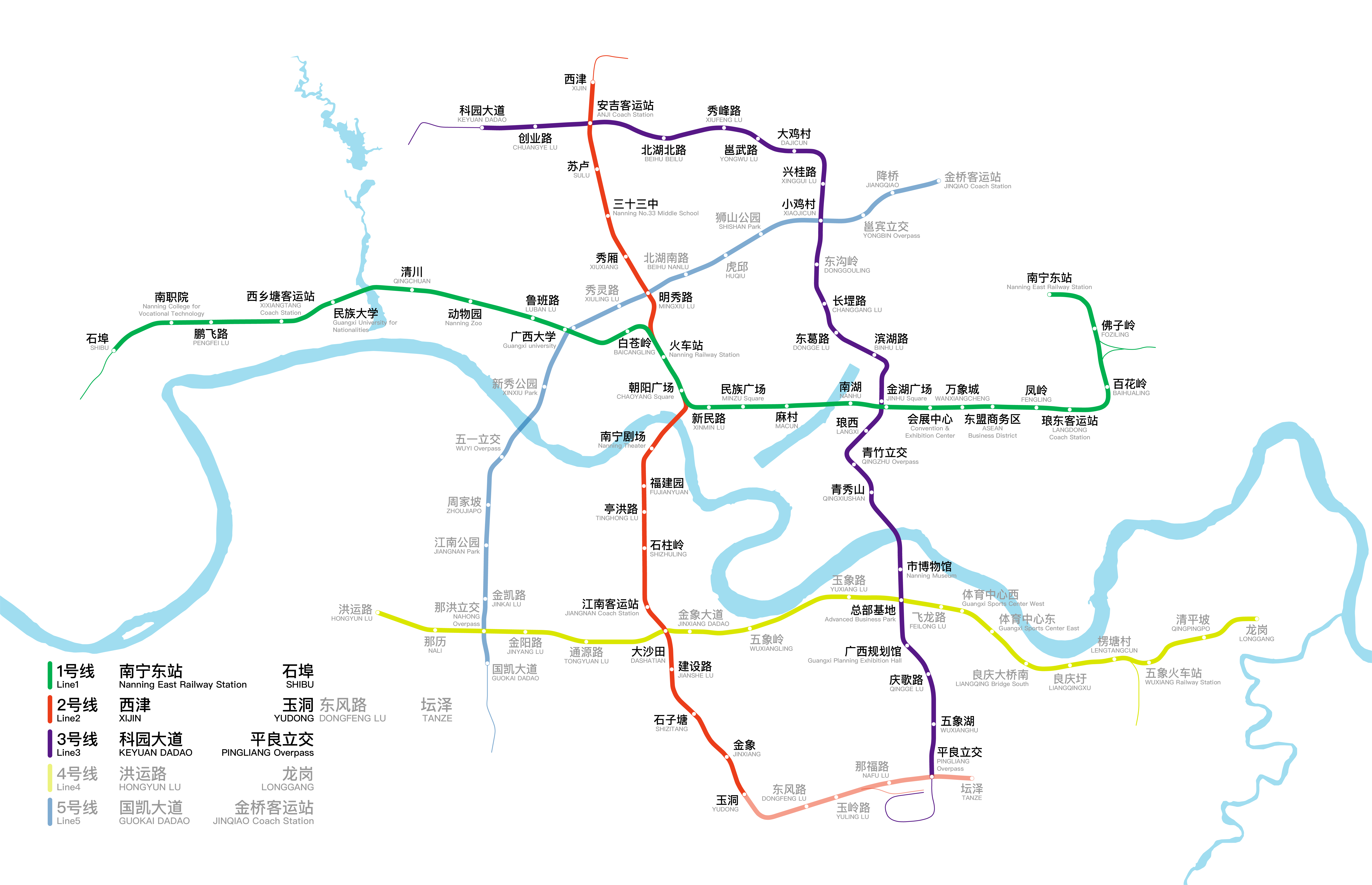
Plan du métro.

Établie en souterrain, Foziling est située sur la ligne 1 du métro de Nanning, entre la station Baihualing, en direction du terminus ouest Shibu, et la station Gare de Nanning-est (zh), terminus est de la ligne 1.

## Histoire
La construction de la ligne débute le 15 décembre 2012. Le 30 janvier 2015, les dix premières stations sont terminées. Les premiers tests sans passagers ont lieu en février 2016. Les vérifications continuent les 16 et 29 mai de la même année.
La station Foziling est mise en service le 28 juin 2016, lors de l'ouverture à l'exploitation de la première section de la ligne 1 du métro de Nanning, entre les stations Nanhu et Gare de Nanning-est (zh),.

## Services aux voyageurs

### Accès et accueil
La station est accessible tous les jours, par quatre entrées différentes, de part et d'autre de la rue Gaopoling (高坡岭路), qui sera reliée dans le futur à la rue Foziling (佛子岭路). La sortie C comprend un ascenseur pour les personnes handicapées,. La station, de forme rectangulaire, a quatre bouts saillants qui rejoignent les quatre sorties.
Station souterraine, elle dispose de trois niveaux :
| Niveau 0   | Entrées et sorties                                           | Entrées et sorties                                         |
| Sous-sol 1 | Salle d'accueil                                              | Service à la clientèle, boutiques et guichet libre-service |
| Sous-sol 2 |                                                              | Ligne 1 Voie 1 : En direction de Shibu                     |
| Sous-sol 2 | Quai central                                                 |                                                            |
| Sous-sol 2 | Ligne 1 Voie 2 : En direction de la Gare de Nanning-est (zh) |                                                            |

### Desserte
Les premiers et derniers passages en direction de Shibu sont à 6h32 et 23h02, tandis que ceux en direction de la gare de Nanning est sont à 7h07 et 23h52.

### Intermodalité
La station est n'est pas desservie par le réseau d'autobus de Nanning.

## À proximité
| Numéro                                         | Destinations proches |
| ---------------------------------------------- | --- |
| Sortie A                                       | Entrée fermée en attendant la jonction avec la rue Foziling |
| Sortie B                                       | Lycée No. 2 de Nanning, campus de Fengling (en) (南宁市第二中学凤岭校区), Parc technologique pour les membres du Parti communiste au Guangxi (广西党员干部科技信息园) |
| Sortie C                                       | Poste de contrôle du métro de Nanning (南宁轨道交通线网控制中心) |
| Sortie D                                       | Rue Gaopoling, rue Foziling |
| Légende： Ascenseur pour personnes handicapées | |